# Deep Shadows and Brilliant Highlights
Deep Shadows and Brilliant Highlights es el tercer álbum de estudio de la banda finlandesa de Love metal HIM. Lanzado el 27 de agosto de 2001, HIM comenzó a grabar demos en el otoño de 2000, con el productor T.T. Oksala con la intención de lanzar las grabaciones iniciales como el álbum terminado. Luego de ser rechazado por el sello discográfico BMG, se incorporó al productor Kevin Shirley, quien chocó con los miembros de la banda por su estilo de trabajo. El proceso de grabación tomó once meses, con influencias externas dentro de la industria y el período de tiempo extendido causando fricciones con el álbum, que terminó con un sonido más elegante y orientado al pop que sus predecesores. Deep Shadows and Brilliant Highlights fue también el primer álbum de HIM en presentar a la tecladista Janne "Burton" Puurtinen.
Deep Shadows y Brilliant Highlights recibieron críticas mixtas de los críticos, con algunos elogios a la composición y la interpretación vocal de Ville Valo, pero la mayoría criticó la producción del álbum y el sonido comercial en general. A pesar de esto, Deep Shadows y Brilliant Highlights se ubicaron en siete países, alcanzando el número uno en Finlandia y Austria, y luego se convirtieron en platino y oro respectivamente. El álbum también fue el primero de la banda en aparecer en el Billboard 200 en el número 190. Se lanzaron tres sencillos, y todos llegaron a los dos primeros en Finlandia. La gira de apoyo de Deep Shadows y Brilliant Highlights se trazó en siete países.

## Lista de canciones
1. "Salt in Our Wounds" - 3:57
2. "Heartache Every Moment" - 3:56
3. "Lose You Tonight" - 3:41
4. "In Joy and Sorrow" - 4:00
5. "Pretending" - 3:54
6. "Close to the Flame" - 3:46
7. "Please Don't Let it Go" - 4:29
8. "Beautiful" - 4:33
9. "Don't Close Your Heart" - 4:38
10. "Love You Like I Do" - 5:14

## Lado B
1. "You Are the One" - 3:25
2. "In Love and Lonely" - 3:46
3. "Again" - 3:32

- Datos: Q26094